# Jan Kelch

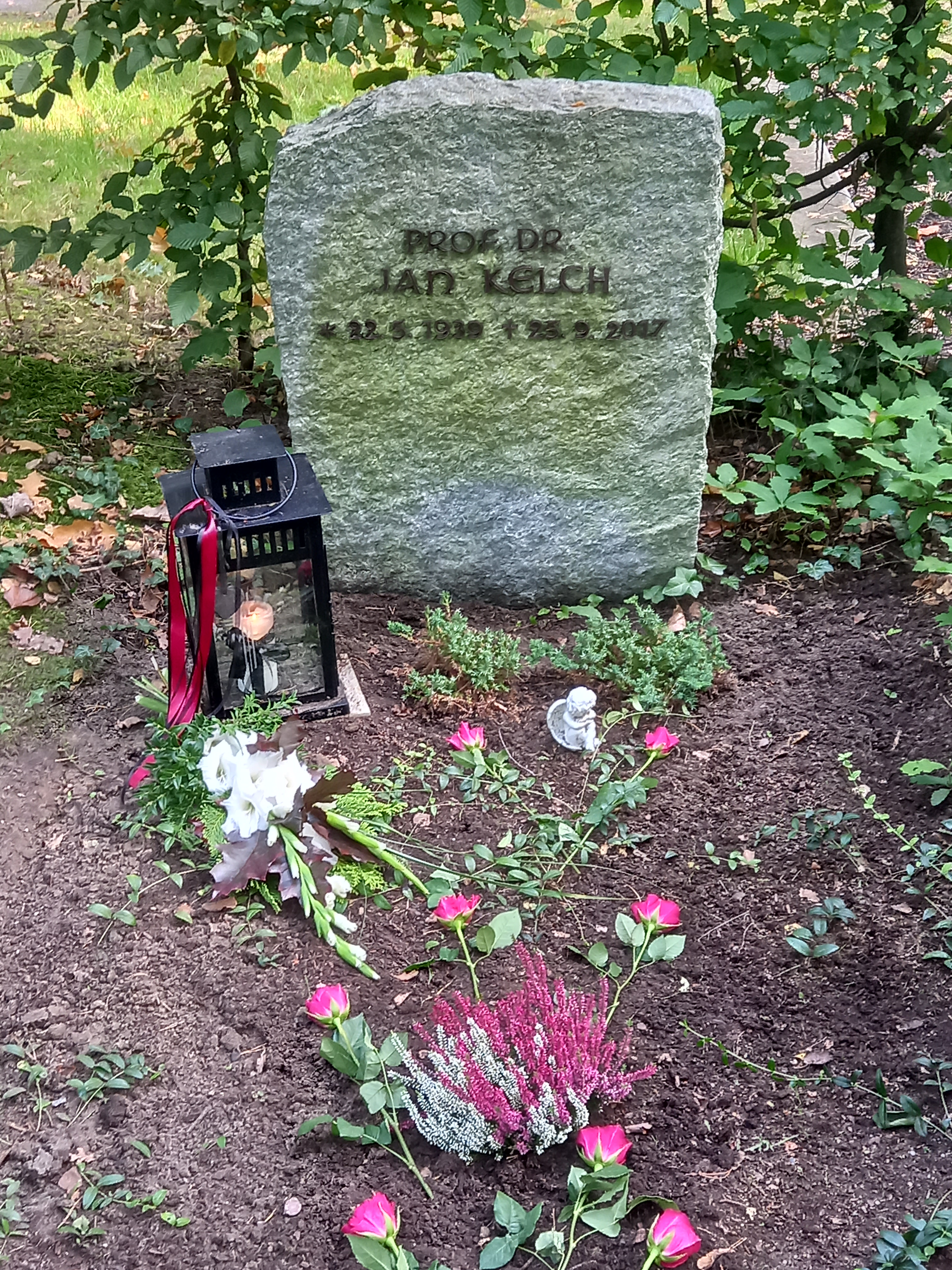
Das Grab von Jan Kelch auf dem Friedhof Frohnau in Berlin

Jan Kelch (* 22. Mai 1939 in Berlin; † 25. September 2017 ebenda) war ein deutscher Kunsthistoriker.
Kelch war von 1996 bis 2004 Direktor der Gemäldegalerie Berlin, wobei er vor allem als Experte für flämische und niederländische Malerei bekannt war. 1998 konnte Kelch mit der Gemäldegalerie den Neubau am Berliner Kulturforum beziehen.

## Leben
Jan Kelch, Sohn des Opernregisseurs Werner Kelch, studierte an der Freien Universität Berlin und in München Kunstgeschichte. Er promovierte an der FU Berlin. Nach der Promotion forschte er in den Niederlanden, war Assistenzprofessor an der FU Berlin und Gastdozent in Berkeley (Kalifornien). Anschließend wurde er Kustos und später Oberkustos für Flämische und Holländische Malerei an der Gemäldegalerie Berlin. 
Kelch war Kurator des Kaiser Friedrich-Museums-Vereins, der Streit Stiftung Berlin sowie der Stiftung St. Matthäus Berlin.

## Ausstellungen
Er war unter anderem an folgenden Ausstellungen beteiligt:
- Peter Paul Rubens, Berlin 1978;
- Holländische Malerei aus Berlin, Privatsammlungen, Berlin 1984;
- Meisterwerke der Holländischen Genremalerei, Philadelphia, Berlin, London 1984;
- Bilder im Blickpunkt: Der Mann mit dem Goldhelm, Berlin 1986;
- Rembrandt, Der Meister und seine Werkstatt, Berlin, Amsterdam, London 1991/92;
- Holländische Marinemalerei, Rotterdam, Berlin 1996/97.